# Dmitrij Konstantinovič
Dmitrij Konstantinovič in russo Дми́трий Константи́нович Су́здальский? (Suzdal', 1323 – Nižnij Novgorod, 5 giugno 1383) fu Gran Principe di Vladimir-Suzdal' dal 1359 fino al 1362. Morì a Nižnij Novgorod, dove è ancora sepolto.